# Główne Kwatermistrzostwo Wojska Polskiego

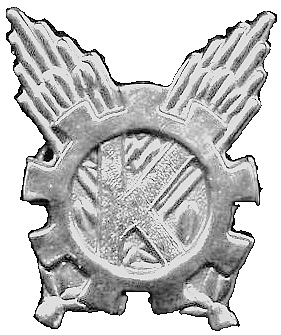

Główne Kwatermistrzostwo Wojska Polskiego – jedna z instytucji centralnych Wojska Polskiego (ludowego). Wchodziło w skład Ministerstwa Obrony Narodowej.
Wraz z rozbudową Wojska Polskiego doskonaliła się struktura organizacyjna organów dowodzenia tyłami operacyjnymi. Rozszerzał się zakres działania tyłów oraz zmieniały się metody kierowania nimi.

## Szefostwo Zaopatrzenia WP
Kwatermistrzostwo Naczelnego Dowództwa WP występowało początkowo pod nazwą Szefostwa Zaopatrzenia WP, a dopiero od 10 września 1944 r. występuje jako Główne Kwatermistrzostwo Wojska Polskiego.
Szefostwo Zaopatrzenia WP powstało 8 sierpnia 1944 r. w celu, jak głosił rozkaz Naczelnego Dowództwa WP nr 3 – „zapewnienia ciągłości zaspokajania wszelkich potrzeb wojska”.
Utworzono je z byłego Urzędu Zaopatrzenia Materiałowo-Technicznego (UZMT) Głównego Sztabu Formowania Armii Polskiej w ZSRR.
Szefem Zaopatrzenia WP został gen. bryg. Jakub Iszczenko.

### Struktura organizacyjna
Kierownictwo
Sztab:
- oddział organizacyjny
- oddział planowania i statystyki
- oddział administracyjno-gospodarczy
- kancelaria ogólna

Departament intendentury:
- oddział zaopatrzenia żywnościowego:
  - wydział ewidencji i planowania
  - wydział zaopatrzenia w chleb i furaż
  - wydział zaopatrzenia w artykuły kolonialne i jarzyny
  - wydział zaopatrzenia w mięso i tłuszcze
  - wydział transportu i magazynów
  - wydział przetwórczy artykułów rolnych
  - wydział finansów
- oddział zaopatrzenia mundurowego:
  - wydział ewidencji i planowania
  - wydział naprawczy
  - wydział transportu i magazynów
  - wydział organizacji i przedsiębiorstw
  - wydział finansów
- oddział dostaw
- oddział zaopatrzenia taborowo-gospodarczego
- oddział budownictwa, rementu i zakwaterowania:
  - wydział kwaterunkowy
  - wydział budownictwa i remontu
  - wydział eksploatacji
  - wydział opałowy
  - wydział przedsiębiorstw gospodarczych
  - wydział zaopatrzenia
  - wydział finansowy
- oddział finansów:
  - wydział organizacyjny
  - wydział planowania

Departament uzbrojenia:
- oddział organizacji i planowania
- oddział uzbrojenia i przyrządów artyleryjskich
- oddział uzbrojenia strzeleckiego
- oddział amunicji
- oddział remontu i eksploatacji uzbrojenia
- oddział zaopatrzenia i eksploatacji traktorów
- oddział dostaw uzbrojenia
- oddział składów
- oddział inspekcji
- oddział finansów

Departament wojenno-technicznego zaopatrzenia:
- oddział zaopatrzenia wojsk pancernych i zmotoryzowanych:
  - wydział ewidencji i planowania
  - wydział zaopatrzenia
  - wydział remontu i organizacji warsztatów
  - wydział finansów
- oddział samochodowy:
  - wydział ewidencji i planowania
  - wydział eksploatacji
  - wydział remontu i organizacji warsztatów
  - wydział zaopatrzenia
  - wydział finansów
- oddział zaopatrzenia wojsk inżynieryjnych:
  - wydział organizacji planowania
  - wydział zaopatrzenia i dostaw
  - wydział remontu i eksploatacji
  - wydział finansów
- oddział drogowy:
  - wydział organizacji i planowania
  - wydział budowy dróg i mostów
  - wydział zaopatrzenia
  - wydział remontu i dostaw
  - wydział eksploatacji
  - wydział finansów
- oddział zaopatrzenia w sprzęt i środki chemiczne:
  - wydział eksploatacji, remontu i dostaw
  - wydział zaopatrzenia
  - wydział finansów
- oddział zaopatrzenia w środki łączności:
  - wydział organizacji planowania
  - wydział zaopatrzenia
  - wydział remontu, dostaw i eksploatacji
  - wydział finansów
- oddział zaopatrzenia w materiały pędne i smary:
  - wydział ewidencji i planowania
  - wydział zaopatrzenia w smary
  - wydział eksploatacji
  - wydział dyspozytorski
  - wydział finansów

Departament służby zdrowia:
- oddział leczniczo-ewakuacyjny
- oddział sanitarno-epidemiologiczny
- oddział zaopatrzenia
- główna komisja lekarska
- wydział finansów

Oddział weterynaryjny
- wydział leczniczo-ewakuacyjny
- wydział zaopatrzenia

Oddział zbiórki zdobyczy wojennej:
- wydział ewidencji i planowania
- wydział zbiórki uzbrojenia i amunicji
- wydział zbiórki sprzętu intendenckiego
- wydział zbiórki złomu żelaznego
- wydział finansów

Oddział personalny:
- wydział organizacyjny
- wydział ewidencji i oficerów rezerwy
- wydział mianowań, odznaczeń i nagród

Urząd komunikacji wojskowej:
- oddział przewozów
- oddział techniczny
- wydział finansów i kontroli
- wydział ogólny

## Struktura organizacyjna Głównego Kwatermistrzostwa WP
10 września 1944 r. ukazał się rozkaz Naczelnego Dowództwa WP zmieniający dotychczasową strukturę organizacyjną i zakres działania Szefostwa Zaopatrzenia WP. Nastąpiło to w związku z utworzeniem dowództw poszczególnych rodzajów wojsk i szefostw służb Wojska Polskiego, które przejęły od Szefostwa Zaopatrzenia WP zadania w zakresie zaopatrywania podległych im wojsk w środki bojowe i techniczne.
W ramach ogólnej rozbudowy wojska oraz przechodzenia władz naczelnych i instytucji na etat dowództwa Frontu, również i Główne Kwatermistrzostwo WP formowało się na podstawie tego etatu. Zachowało ono jednak całą specyfikę warunków działania i zakres wykonywanych zadań centralnych organów kwatermistrzowskich w odróżnieniu od zadań wykonywanych przez tyły związku operacyjnego. Struktura organizacyjna Głównego Kwatermistrzostwa WP była więc tworem nietypowym, miała bowiem zarówno cechy organizacji właściwej dla centralnego organu kwatermistrzowskiego, jak i cechy instytucji tyłów operacyjnych.
Rozformowano Departament Zaopatrzenia Wojenno -Technicznego. Część komórek organizacyjnych tego departamentu przekazano właściwym dowódcom rodzajów wojsk i szefom służb, a z pozostałych zaś zorganizowano samodzielne zarządy i oddziały Głównego Kwatermistrzostwa WP.
Ponadto utworzono wydział studiowania doświadczeń wojennych, wydzielono z departamentu intendentury oddziału finansów oraz oddziały budownictwa, remontu i zakwaterowania. Rozbudowano też departament służby zdrowia oraz zmieniono nazwy wszystkich komórek organizacyjnych i stanowisk służbowych zgodnie z etatem nr 02/401. Reorganizacja Głównego Kwatermistrzostwa WP trwała do połowy października 1944 r.
Dalsze przeobrażenia w strukturze organizacyjnej nastąpiły w styczniu i kwietniu 1945 r. Kolejnymi rozkazami zostały wyłączone z Głównego Kwatermistrzostwa Departament Służby Zdrowia, Departament Uzbrojenia, Oddział ewidencji strat podoficerów szeregowców

### Główne Kwatermistrzostwo WP w końcowym okresie wojny
Kierownictwo:
- główny kwatermistrz, jednoczenie zastępca Naczelnego Dowódcy Wojska Polskiego do spraw kwatermistrzowskich
- zastępca głównego kwatermistrza WP
- zastępca głównego kwatermistrza WP do spraw polityczno-wychowawczych
- oficer łącznikowy
- adiutant

Sztab:
- oddział organizacyjny
- oddział ewidencji materiałowego zaopatrywania wojsk
  - wydział żywnościowy
  - wydział mundurowy
- oddział planowania przewozów samochodowych i powietrznych
- wydział studiowania doświadczeń wojennych
- oddział ogólnoadministracyjny
  - wydział finansów
- wydział łączności specjalnej
- kancelaria ogólna i tajna

Oddział budownictwa, remontu i zakwaterowania:
- wydział kwaterunkowy
- wydział budownictwa i remontu
- wydział eksploatacji
- wydział opałowy
- wydział budownictwa przedsiębiorstw
- wydział zaopatrzenia,
- wydział finansów.